# Juri Golowschtschikow
Juri Golowschtschikow (russisch Юрий Головщиков; * 10. Juli 1963 in Leningrad) ist ein ehemaliger sowjetischer Skispringer.
Golowschtschikow begann seine internationale Karriere mit dem Start bei der Vierschanzentournee 1983/84. Dabei blieb er jedoch erfolglos. Bei den Olympischen Winterspielen 1984 in Sarajevo erreichte Golowschtschikow von der Normalschanze den 50. und von der Großschanze den 39. Platz. Im ersten Springen nach den Spielen erreichte er in Lahti mit Platz 15 seinen ersten Weltcup-Punkt. Es sollte für fünf Jahre sein letzter Weltcup-Punkt sein. Erst am 17. März 1989 erreichte er beim Skifliegen in Harrachov mit Platz 11 die beste Platzierung seiner Karriere und damit erneut Weltcup-Punkte. Es waren zudem seine letzten Weltcup-Punkte.
Golowschtschikow beendete seine aktive Skisprungkarriere 1990 mit dem 37. Platz bei der Skiflug-Weltmeisterschaft in Vikersund.